# TOCA (serie)
TOCA es una serie de videojuegos de carreras multiplataforma desarrollado y distribuido por Codemasters. Se enfoca en diversas categorías de automovilismo de velocidad, entre ellas el Campeonato Británico de Turismos, el Deutsche Tourenwagen Meisterschaft y el V8 Supercars. Las distintas entregas incluyen numerosos circuitos y automóviles reales.

## Juegos

### TOCA Touring Car Championship (1997)
El primer juego de la serie fue lanzado para las plataformas Windows y PlayStation a finales de 1997 en Europa, y en el verano de 1998 en los Estados Unidos (como TOCA Championship Racing). Teniendo todos los autos con licencia (no incluyendo corsarios) y pistas del Touring Car Championship británico, el juego fue criticado y aplaudido por el European games press—especialmente en consola donde le fue ampliamente considerado el mejor en su género hasta el lanzamiento de Gran Turismo varios meses más tarde.

### TOCA 2 Touring Cars (1998)
El éxito del primer juego TOCA llevó una secuela llega un año más tarde en 1998. Mientras que principalmente una actualización anual de la franquicia de autos y pistas, el juego ponía más gráficos detallados, físicas, modos multijugador y otras características menores. Ficticias (pero realistas) pistas fueron añadidas, y soporte de carreras así como Ford Fiesta, Formula Ford y otros también. El nivel de daño en autos posible durante una carrera fue también mejorado, que era un significativo punto vendiendo comparado con los semejantes de Gran Turismo. Le fue llamado Touring Car Challenge en los Estados Unidos.

### TOCA World Touring Cars (1999)
Como el título sugiere, la serie hizo un significante avance en tener varios campeonatos Touring Car de alrededor del mundo, TOCA World Touring Cars, que fue lanzado en el 2000, pero realizando cambio del nombre TOCA, una licencia completa de la británica Touring Car Championship (TOCA) no estaba incluida. Esto alteró un montón de fanes de la serie, pero no le fue tan mal, y logró continuar. La jugabilidad total pero más "arcadey" y el reemplazo de calificación de vueltas con parrilla de posiciones aleatoria junto con la omisión de penaltis por mal conducción haciendo el juego mucho más jugable para el jugador casual. Curiosamente, distinto a los primeros dos títulos en la serie TOCA, World Touring Cars no fue lanzado en una versión para Windows.

### TOCA Race Driver (2002)
La serie movida entorno las videoconsolas de sexta generación en agosto de 2002, con el lanzamiento de TOCA Race Driver (llamado DTM Race Driver en Alemania, Pro Race Driver en Norteamérica y V8 Supercars: Race Driver en Australia). El juego game toma una nueva dirección, reincluyendo la serie BTCC que el juego anterior tenía siendo pérdida pero muy importante, una trama (Importante para el juego siendo calificado como un "Car-PG") donde el usuario toma en el rol de un conductor de carreras de ficción llamado Ryan McKane, molesto por hacerse un nombre en una multitud de campeonatos de autos, todo mientras bajo la sombra de su más exitoso hermano mayor y obsesionado por la muerte de su padre en la pista de carreras (cuando Ryan era un niño).

### TOCA Race Driver 2 (2004)
Race Driver 2 fue lanzado en Xbox y PC en abril de 2004, con una versión PlayStation 2 siguiendo seis meses después. Dos conversiones para PSP fueron lanzadas en 2005 y 2006, el primero siendo TOCA Race Driver 2 en Europa y Japón y el segundo siendo Race Driver 2006 en los Estados Unidos. El juego continuado para usar un modo carrera escrito cuando introdujeron en el juego Race Driver anterior pero dejó el personaje Ryan McKane.

### TOCA Race Driver 3 (2006)
El tercer juego en la serie TOCA Race Driver fue lanzado en febrero de 2006, y continuó para expandir en los tipos de deporte de motor disponibles. Open wheel, GT, Circuito oval, Rally y Todoterreno, y pueden ser corridas en también un detallado modo Carrera Pro o una Gira Mundial. Hasta para 12 jugadores son soportados via Xbox Live y la versión de PlayStation 2 soporta hasta para 8 en línea. Esta serie es el único simulador de carreras que permite a jugadores de PlayStation correr en línea antes de Gran Turismo 5 Prologue. Recibió Buenas reseñas, frecuentemente siendo comparado favorablemente para Gran Turismo 4 y Forza Motorsport, en los aspectos de autos en pistas, daño e IA.

### Race Driver 2006 (2006)
Es una edición expandida de TOCA Race Driver 2 lanzado exclusivamente para PlayStation Portable.

### Race Driver: Create & Race (2007)
Fue el primer juego en la serie TOCA en estar disponible para Nintendo DS y fue lanzado en septiembre de 2007. Incluye más vehículos con licencia y pistas de alrededor del mundo. Tiene además la abilidad en permitir jugadores para crear sus propios circuitos todos usando el estilete (aunque bastante simple) o usando las piezas personalizadas hechas por los desarrolladores del juego. Luego también puedes intercambiar pistas en línea usando una Conexión Wi-Fi de Nintendo. También tiene modos carrera, multijugador y un jugador.

### Race Driver: Grid (2008)
Previamente trabajando bajo el título "Race Driver", Race Driver: Grid es el completo y oficial título de la secuela de TOCA Race Driver 3. El juego fue lanzado para Xbox 360, PlayStation 3, Nintendo DS, y Windows el 3 de junio de 2008, después de encima de un millón de personas descargando la demo. Tiene un mejorado motor gráfico (una queja común fue que incluso en el ajuste más bajo los gráficos no pudo ser manejado por bajas especulaciones de PC) desde Colin McRae: Dirt, tiene 40 autos de la vida real y una variedad de ambas interpretaciones ficción y realista de pistas.

### Grid 2 (2013)
El 8 de agosto de 2012, Codemasters anunció que la secuela de Race Driver: Grid, Grid 2 estaba en desarrollo. Codemasters estando para que Grid 2 " quería desafíos de jugadores para ser rápido, ser primero y famoso ya que ellos introducen un estupendo nuevo mundo de motorsport competitivo", el juego fue lanzado el 28 de mayo de 2013 en Microsoft Windows, PlayStation 3 y Xbox 360.

### Grid Autosport (2014)
El noveno juego ninth game dirige a mover la serie hacia atrás "juegos de carreras más auténticos" siguiendo el lanzamiento de Grid 2, que Codemasters fieltro no fue también recibido por la esencia de la base de fanes de la compañía ya que la expectativa para los desarrolladores consecuente introdujo mayores modificaciones para el modelo de conducción e incorporar un apoyo, primera carrera orientado diseño para este título. Está disponible para Microsoft Windows, PlayStation 3, Xbox 360, Linux y macOS con anuncios de lanzamientos para iOS y Android.

### Grid (2019)
Grid (estilizado como GRID) es un videojuego de carreras desarrollado y publicado por Codemasters para Microsoft Windows, PlayStation 4 y Xbox One en octubre de 2019, y para Stadia en noviembre de 2019 como título de lanzamiento del sistema. Es el cuarto título de la serie Grid. Una secuela, Grid Legends, fue lanzada el 25 de febrero de 2022.

### Grid Legends (2022)
Grid Legends (estilizado como GRID Legends) es un videojuego de carreras de 2022 desarrollado por Codemasters y publicado por Electronic Arts. Es la quinta entrega de la franquicia Grid. El juego fue lanzado para Microsoft Windows, PlayStation 4, PlayStation 5, Xbox One y Xbox Series X/S el 25 de febrero de 2022.